# جنبش کاریزماتیک

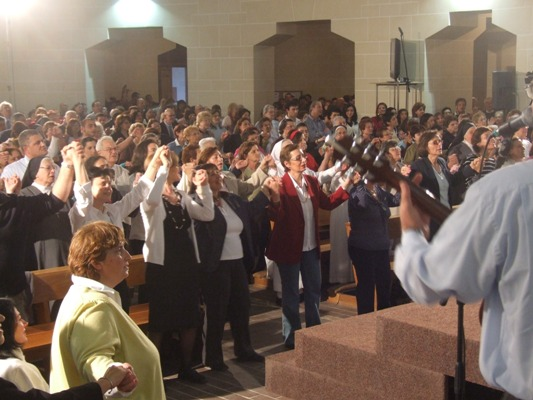
نیایش و عبادت برای وظیفه‌ای شفادهنده، مراسمی در کلیسای کاتولیک کاریزماتیک.

جنبش کاریزماتیک (انگلیسی: Charismatic Movement) یک مؤسسه بین‌المللی است که به‌طور تاریخی دیدگاه‌های مسیحیت را مانند پنطیکاستیسم ترویج می‌دهد. این جنبش بنیادی است که به عنوان هدیه‌ای معنوی بکار می‌رود.
این دیدگاه در میان پروتستانتیسم از سال ۱۹۶۰ آغاز شده‌است. منشأ آن کلیسای کاتولیک در حوالی سال ۱۹۶۷ است.

## کاریزماتیک

### تعریف
کاریزما کلمه ای است انگلیسی ولی اصل آن یونانی است که معنای آن یک هدیه یا فضیلت الهی که به یک نفر داده شده‌است می‌باشد و آن عبارت است از جاذبه و حضور تأثیرگذار که بعضی از اشخاص از آن بهره‌مند می‌باشند و آن عبارت است از قدرت تأثیر مثبت بر دیگران همراه با ایجاد ارتباط فیزیکی و عاطفی و فرهنگی با آنها، سلطه و تسلطه فوق‌العاده، قدرت سحر شخصی که باعث برانگیختن شور و حماسه در دیگران می‌شود. (از کتاب کاریزما السلم الوظیفی نوشته م. عمر ابوعاذره).
بعضی از افراد تلاش کرده‌اند که آن را به معنی سحر و جادوی شخصی یا نیروی شخصی و… ترجمه کنند. هیچ‌کدام از این معانی و ترجمه بیانگر معنی کامل این کلمه نمی‌باشد، همانا در انگلیسی نیز محتوای معانی این کلمه منفصل و جدا از کلمه کاریزما است. علی‌رغم اینکه معنی این کلمه و پیدا کردن یک تعریف دقیق برای این کلمه بسیار مشکل است بجز اینکه ممکن است آن را به یک شخص معین ربط بدهیم و بگوییم که شخصیت کاریزماتیک عبارت از کسی است که دارای قدرت غیرطبیعی در رهبری و اقناع دیگران دارد کما اینکه دارای قدرت تأثیرگذاری روی دیگران در زمانی که با آن‌ها ارتباط برقرار می‌کند را داراست و می‌تواند توجه آن‌ها به‌شکل غیرمعمولی جذب خود بکند.

### اصل کلمه
اصل این کلمه یک اصطلاح یونانی و آن عبارت است از یک موهبت و عطیه خداوندی که بعضی از آن بهره‌مند می‌باشند. اصطلاحاً کاریزما عبارت از یک صفت منسوبی به بعضی از اشخاص یا موسسات یا مناصب و مقام‌ها بخاطر ارتباط مفروض و احتمالی آن‌ها با نیروهای حیاتی مؤثر و مشخص بر نظام. بعد از طلوع مسیحیت این اصطلاح برای اشاره به قدرت‌های روح القدس استفاده می‌شد. ماکس فیبر (زاده: ۱۸۶۴ – درگذشته: در سال ۱۹۲۰) اولین کسی است که به این اصطلاح هویت سیاسی بخشید، هنگامیکه وی آن را برای اشخاص معینی که بهره‌مند از قدرتی هستند که می‌توانند روی دیگران تأثیر بگذارند بحدی که این نفرات تبدیل به مرکز نیرو و تصمیم‌گیری‌های آنان قرار می‌گیرند بطوریکه کسانی که در معرض آن‌ها قرار می‌گیرند بخاطر این قدرت بر تمام اعمال نفرات تأثیر گذاشته و مسلط می‌گردند. از مزایا تسلطی که اشخاص کاریزماتیک از آن بهره‌مند هستند و بر روی دیگران بکار می‌گیرند اساساً از بعضی از صفات و قدرت‌های خارق‌العاده ای که آن‌ها دارند سرچشمه می‌گیرد مانند ایمان به اینکه او مسئول یک مأموریت الهی مقدسی است یا اینکه او دارای قدرت درک غیرطبیعی است و همین‌طور دارای بصیرت و بینشی است که کس دیگری ندارد یا اینکه دارای فضیلت‌هایی است که او را بالاتر از مرتبت بشری قرار داده‌است و او نسبت به بقیه این برتری را دارد. نظریه فیبر در مورد سلطه مشهورترین چیزی است که ما در مورد کاریزما داریم که در آن در رابطه با اسبابی و علت‌هایی که باعث می‌شود مردم به سلطه و حکومت از بالا تن بدهند بررسی شده‌است، فیبر این علت‌ها را به سه دسته تقسیم کرده‌است:
- سلطه و حاکمیت تقلیدی و سنتی که عبارت است از التزام نیروی تحت سلطه به اوامر و فرامین نیروی مسلط و حاکم بخاطر سنت‌ها و عادتها و تقلیدها مستمر.
- سلطه و حاکمیت قانونی براساس استنباط عقلانی که مشروعیت خودش را از ایمان محکومین و نیروی تحت سلطه به قوانین و مقرراتی که حکومت و حاکم بعد از اینکه به حکومت رسید برای دیگران وضع می‌کند و معتقد است این احکام و قوانین برای همه الزام‌آور است و همه بایستی اجرا بکنند.
- سلطه و حاکمیت کاریزماتیک که مشروعیت خودش را از ایمان دیگران به نیرو و قدرت‌های خارق‌العاده فرد حاکم به‌دست آورده‌است.

## علت نامگذاری
این اسم به خاطر سمت‌گیری جدید در تلاش‌های دین مسیحیت به این جنبش داده شده‌است. این جنبش یک کلیسا یا تعدادی کلیسا یا مؤسسه مشخصی نیست بلکه یک نیروی فکری و ایمانی و عملی است که می‌توان در هر کلیسایی آن را بکار گرفت بدون اینکه دستی در عقیده یا آداب و رسوم کلیسای مادر برده شود.
کاریزماتیه عبارت است از یک کلمه یونانی بنام کاریزماتا یا الیونانیه که به معنی هدیه یا هدیه مجانی که در عرابی به مواهب یا موهبت نیز ترجمه شده‌است.
حرکت و جنبش کاریزماتیک عبارت است از اینکه هر کلیسایی مواهب و موهبت‌های روح القدس را در کلیسای خود بکار می‌گیرد.

## مختصری از تاریخچه

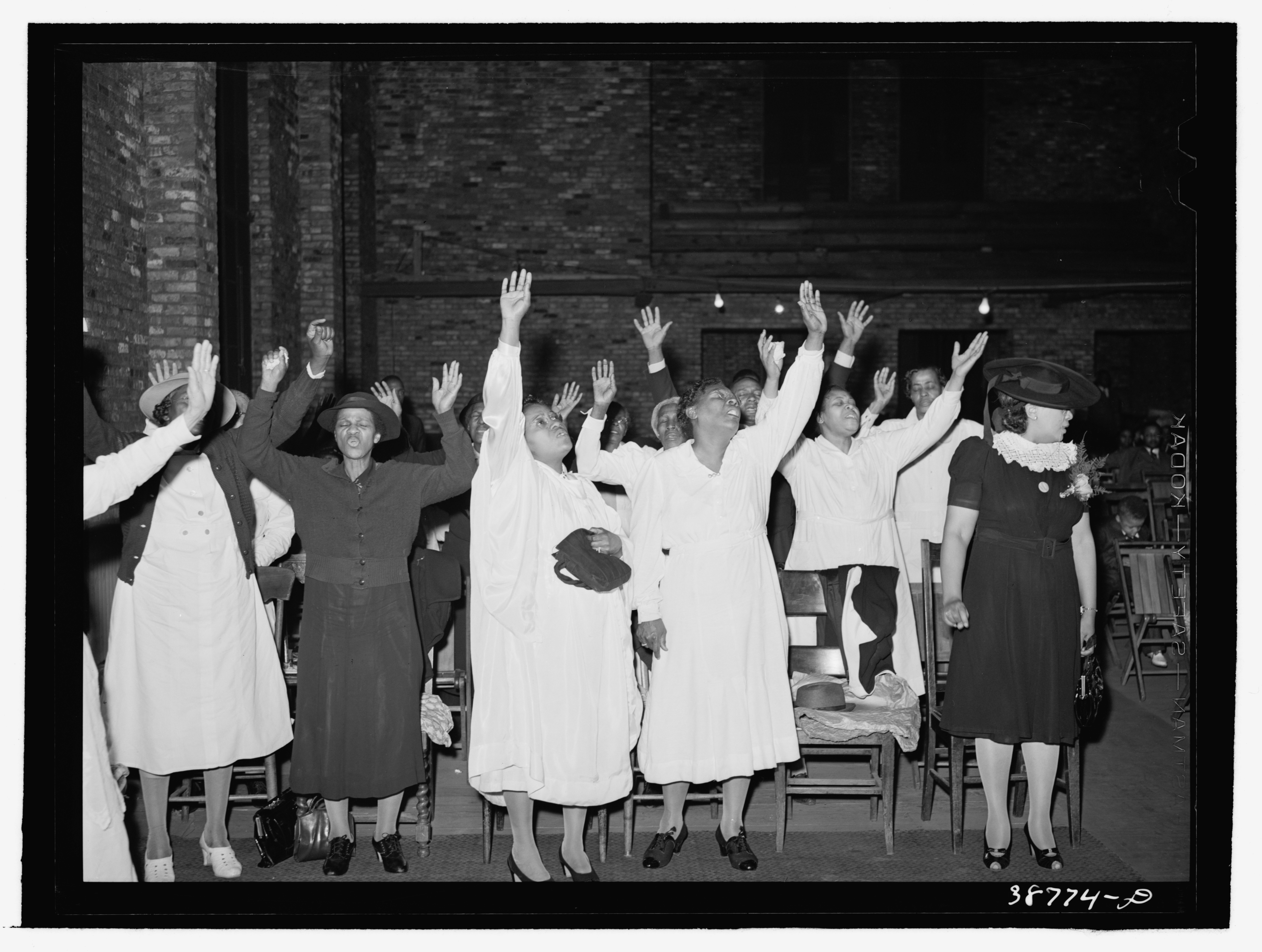
تجمع جنبش کاریزماتیک در سال 1960

جنبش کاریزماتیک یک جنبش جدیدی نیست ولی خیلی سخت است که بشود به‌طور دقیق تاریخ ایجاد شدن این جنبش را مشخص کرد، به‌طور مشخص این جنبش از زمانیکه ۱۲۰ مؤمن که مورد موهبت روح القدس یا توسط روح القدس تعمید داده شدند شکل گرفت و ادعای آنان مورد قبول واقع شد و علامت آنهم این بود که آن‌ها بعد از تعمید به زبان دیگری صحبت می‌کردند.
اما در قرن بیستم احیای این جنبش و احیای آزمایش تعمید توسط روح القدس که علامت آن صحبت به یک زبان دیگری می‌باشد به کلیسای خمسینیه حوالی سال ۱۹۹۶ میلادی در ایالت متحده بر می‌گردد.
جنبش کاریزماتیک شروع شد در سال ۱۹۵۰ میلادی و بعد از آن ایالات متحده خارج شده و به صورت سریع در سراسر عام انتشار و گسترش یافت.

## کلیسای خمسینیه
بسیاری از مؤمنین فرق بین جنبش کاریزماتیک و کلیسای خمسینیه را نمی‌شناسند و دیگران لفظ و کلمه خمسینیه را برای هر کلیسایی که اقدام به کارهای اعجازآمیز یا اخراج شیاطین می‌کرده‌است اطلاق می‌کردند، در حقیقت هیچ فرقی بین کلیسای خمسینیه و جنبش کاریزماتیک جز در تاریخچه و زمان پا گرفتن آن وجود ندارد، از بابت زمان و تاریخ کلیسای خمسینیه ۵۰ سال قبل از جنبش کاریزماتیک شکل گرفت و بنیان‌گذاری شد. اما از بابت روحی و معنوی، کلیسای خمسینیه خودش دارای کلیسای خاص و عقیده و محتوای خاص خودش و دارای نهضتها و جنبش‌های خاص خودش می‌باشد. اما جنبش کاریزماتیک عبارت است از اضافه شدن مواهب روح القدس و آزمایش آن برای هر کلیسایی بدون دست بردن در عقیده و بینش و روش کلیسای مادر. واضح‌ترین مثال عبارت است از کلیسای کاتولیک که از دل آن کلیسای کاتولیک کاریزماتیک بیرون آمد.
برای همه مؤمنین همچنان خضوع و سرسپردگی به تمام آداب کاتولیکی کما خضوع آن‌ها در برابر روحانیت کاتولیک و اعتراف و نوشیدن و خوردن عشای ربانی و همچنین اعتقاد به قدیسین به جای خود باقی است و لیکن آن‌ها دارای اجتماعات معنوی و روحی دیگری هم دارند که در آن مواهب روح القدس را بکار می‌گیرند و همه به زبان دیگری که برای کسی مفهوم نیست صحبت می‌کنند.

## رشد سریع جنبش
این سرشماری و آماری است که مجله «مسیحیت امروز» (Christianity Today) در سال ۱۹۸۰ منتشر کرده‌است: تعداد مؤمنین وابسته به حرکت کاریزماتیک حدود ۵۰ میلیون نفر می‌باشد که به‌طور متوسط معادل ۱۹ درصد مردم آمریکا و تقریباً ۱۸ کلیسای رومی کاتولیک می‌باشد.
این جنبش تقریباً بیشتر از ۲۲ درصد از کل کلیسای پروتستان را شامل می‌شود بر اساس آخرین آمارگیری و سرشماری مجله «مسیحیت امروز» تقریباً ۴۹۵ میلیون مؤمن به جنبش خمسینیه پیوسته‌اند این‌ها کسانی هستند که به زبانی صحبت می‌کنند که برای دیگران مفهوم نیست.
کما اینکه تعداد زیادی مؤمن وجود دارد که به‌طور سری از طرف روح القدس ایمان آورده‌اند و نماز را به زبان دیگر به‌طور مخفی می‌خوانند بخاطر ترس از اینکه کلیسای مادر آن‌ها را طرد و بیرون نکند.
خیلی‌ها خمسینیه را دین قرن ۲۱ بحساب می‌آورند.